# Rembrandt's Eyes
Rembrandt's Eyes (New York, Knopf, 1999) is een biografie van Rembrandt van Rijn en tevens een kunsthistorisch werk van historicus Simon Schama.
In het boek maakt Schama een vergelijking tussen twee collega-schilders en tijdgenoten, Rembrandt en Rubens, beiden kunstenaars uit de Nederlanden.
Schama wijst erop dat Rubens tijdens zijn leven een internationaal gevierd kunstenaar was. In diens schaduw wordt Rembrandt gesitueerd. Schama poogt aan te tonen dat Rembrandts carrière gevormd in verhouding tot die van Pieter Paul Rubens. Ze verschilden als dag en nacht. Rubens, de oudste, toonbeeld van gecultiveerdheid, van goede smaak, een stoïcijn en een goede katholiek. Rembrandt daarentegen was vulgair en daarnaast calvinist. Schama beschrijft Rembrandt trouwens als een ideale schilder voor het calvinistische Amsterdam van de jaren 1630 – 1640. Schama vermeldt dat Rembrandt meer zelfportretten tekende dan welke schilder ooit, Rubens daarentegen slechts een drietal. Hierin ziet hij een verschil in zelfzekerheid en stabiliteit.
De tegenstelling wordt zelfs doorgetrokken tot aan hun dood. Rubens stierf als schilder-aristocraat en zelfs diplomaat. Zijn dood werd in geheel Europa betreurd. Rembrandt daarentegen ging
failliet en werd in een armengraf begraven.
Het boek verscheen in een Nederlandse vertaling onder de titel De ogen van Rembrandt (Amsterdam / Antwerpen: Contact, 1999). Schama wijdde ook een aflevering van zijn BBC-televisieserie The Power of Art (2006) aan Rembrandt.